# ブリーダーズ
ザ・ブリーダーズ (The Breeders)は、1988年に結成されたアメリカのロックバンドである。

## 来歴
ピクシーズのキム・ディールと、スローイング・ミュージズのタニヤ・ドネリーを中心に結成。ベーシストにザ・パーフェクト・ディザスターのジョゼフィン・ウィッグス、ヴァイオリニストにキャリー・ブラッドレイ、ドラマーにスリントのブリット・ウォルフォードが加入し、1990年にスティーヴ・アルビニをエンジニアに迎え、スコットランドのエディンバラで録音されたファースト・アルバム『ポッド』を4ADから発売した。
その後メンバーチェンジが行われ、ピクシーズが解散した1993年にキムとジョゼフィンの他、ギタリストでキムの双子の姉であるケリー・ディールと、ドラマーのジム・マクファーソンという体制でセカンド・アルバム『ラスト・スプラッシュ』を発表。アルバムはミリオンセラーを記録しプラチナディスクを獲得するなど大きな成功を収めた。収録曲「キャノンボール」もヒットを記録した。
そんな中、10代の頃よりヘロイン中毒など薬物問題を抱えていたケリーが麻薬所持で逮捕され、バンドは活動休止を余儀なくされる。キムとジムはルイス・レルマ、ネイト・ファーレイと共にサイド・プロジェクトのアンプスを結成、アルバム『ペイサー』をリリースした。ケリーは更生施設でのリハビリ後、ケリー・ディール6000を結成しアルバムを2枚発表した。
1999年から2000年の冬に、キムはロサンゼルスのパンク・ロックバンド・フィアーのメンバーとの出会い、彼らと共に新生ブリーダーズの音源制作を開始。キムとケリーの姉妹に、ギターのリチャード・プレスリー、ベーシストのマンド・ロペス、ドラマーのホセ・メデレスを加えたメンバーで、2001年にサードアルバム『タイトルTK』をリリースした。この作品ではファースト・アルバムと同じくエンジニアにスティーヴ・アルビニを迎えている。アルビニは2007年にステレオガムのインタビューにおいて、「自らの最も誇りうる瞬間」の一つに『ポッド』および『タイトルTK』を挙げている

キムは2004年に再結成したピクシーズにも加入し、平行して活動しつつ、2008年にはキム、ケリー、ロペス、メデレスという体制でアルバム『マウンテン・バトルズ』を発表。
2012年、アルバム『ラスト・スプラッシュ』が発売20周年を記念して翌年に再発されることに合わせ、当時のラインナップでの始動を表明。翌2013年にはツアーを行った。同年6月にキムがピクシーズを脱退。2014年には、新作を制作中であることをキムが明らかにしている。
2017年、シングル「Wait in the Car」を発表。2018年には、バンドにとって前作以来、約10年ぶりとなるニュー・アルバム『オール・ナーヴ』を発表。

## ディスコグラフィ

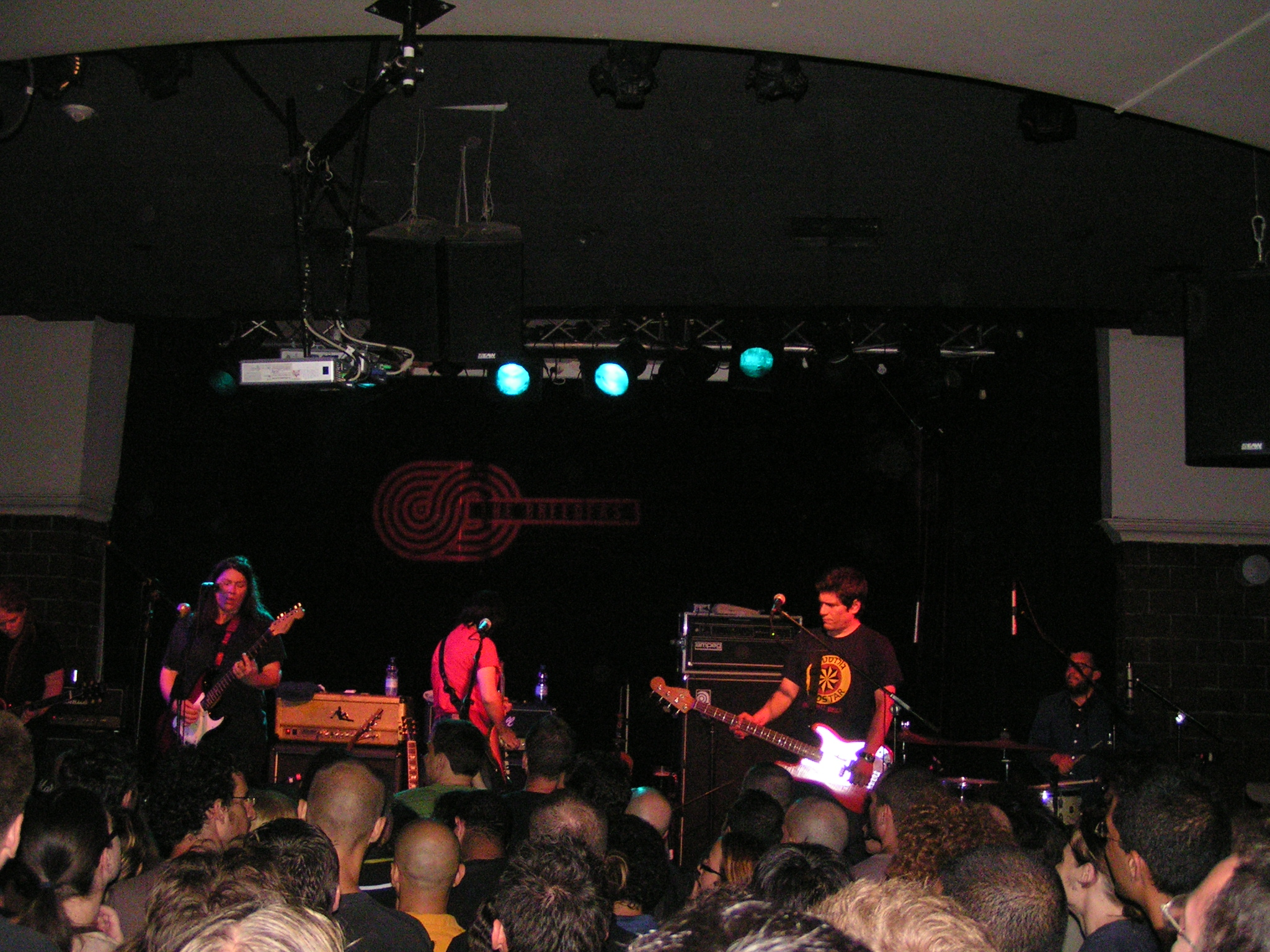
テルアビブでのライブ（2008年）

### スタジオ・アルバム
- 『ポッド』 - Pod (1990年)
- 『ラスト・スプラッシュ』 - Last Splash (1993年)
- 『タイトルTK』 - Title TK (2002年)
- 『マウンテン・バトルズ』 - Mountain Battles (2008年)
- 『オール・ナーヴ』 - All Nerve (2018年)

### ライブ・アルバム
- Live in Stockholm (1994年)

### EP
- Safari (1992年)
- Head to Toe (1994年)
- Fate to Fatal (2009年)

### シングル
- Cannonball (1993年)
- Divine Hammer (1993年)
- Saints (1994年)
- Climbing the Sun (1997年)
- Off You (2002年)
- Huffer (2002年)
- Son of Three (2003年)
- Bang On (2008年)
- We're Gonna Rise (2008年)
- Walk It Off (2008年)
- Wait in the Car (2017年)
- All Nerve (2018年)
- Nervous Mary (2018年)

## 参考
- 4AD - The Breeders